# Гуранское муниципальное образование
Гуранское муниципальное образование — муниципальное образование со статусом сельского поселения в
Тулунском районе Иркутской области России. Административный центр — посёлок Гуран.

## Демография
По результатам Всероссийской переписи населения 2010 года
численность населения муниципального образования составила 1795 человек, в том числе 899 мужчин и 896 женщин.

## Населенные пункты
В состав муниципального образования входят населенные пункты
- Гуран
- Андреевка
- Буслайка Ангуйская
- Ниргит
- Целинные Земли[2]